# Jeremy Camp
Jeremy Thomas Camp (Lafayette, Indiana; 12 de enero de 1978) es un cantante y compositor estadounidense de rock alternativo y música cristiana contemporánea.
Camp ha lanzado siete álbumes, dos de ellos en vivo, cuatro de ellos certificados por la RIAA como oro, y 17 canciones número uno. Su música puede ser vista como rock cristiano, rock alternativo, gospel y Post-Grunge.

## Primeros años
Jeremy nació en Lafayette, Indiana el 12 de enero de 1978. Su padre Tom, pastor de la Harvest Chapel  (una iglesia en Calvary Chapel en Lafayette), le enseñó a tocar la guitarra. 
Estudió teología en Calvary Chapel Bible College en Murrieta, California, y se graduó.  Después de sus estudios, fue ordenado pastor. Después de que uno de los líderes de adoración lo escuchó tocar en la cocina de la escuela, instó a Camp a formar parte del equipo de adoración. Pronto dirigió la música del culto en la iglesia y comenzó a tocar por el sur de California.

### Carrera musical
Su primer álbum independiente "Burden Me" fue lanzado en 2000. En 2002, produjo su primer álbum de sello "Stay" con BEC Recordings.
Camp ha tenido catorce canciones no.1 de música cristiana (seis de su primer álbum, Stay). Su primer sencillo fue "Understand". Ha realizado nueve videos musicales: "Understand", "Walk By Faith", "Take You Back", "Tonight", "Give You Glory", "Let It Fade", "I Am Willing" (una canción que no fue incluida en ninguno de sus discos), "Speaking Louder Than Before", y "The Way". También tiene devocionales de vídeo para varias canciones en YouTube y GodTube. Además ha lanzado un DVD. También ha marcado un número musical "This Man", y su video se puede ver en YouTube.
En 2005, Jeremy participó en un tributo musical a Steven Curtis Chapman en los Dove Awards no. 37, presentándose junto a Mark Hall (de Casting Crowns, a Mac Powell (de Third Day), y a David Crowder de David Crowder Band.

### Vida personal

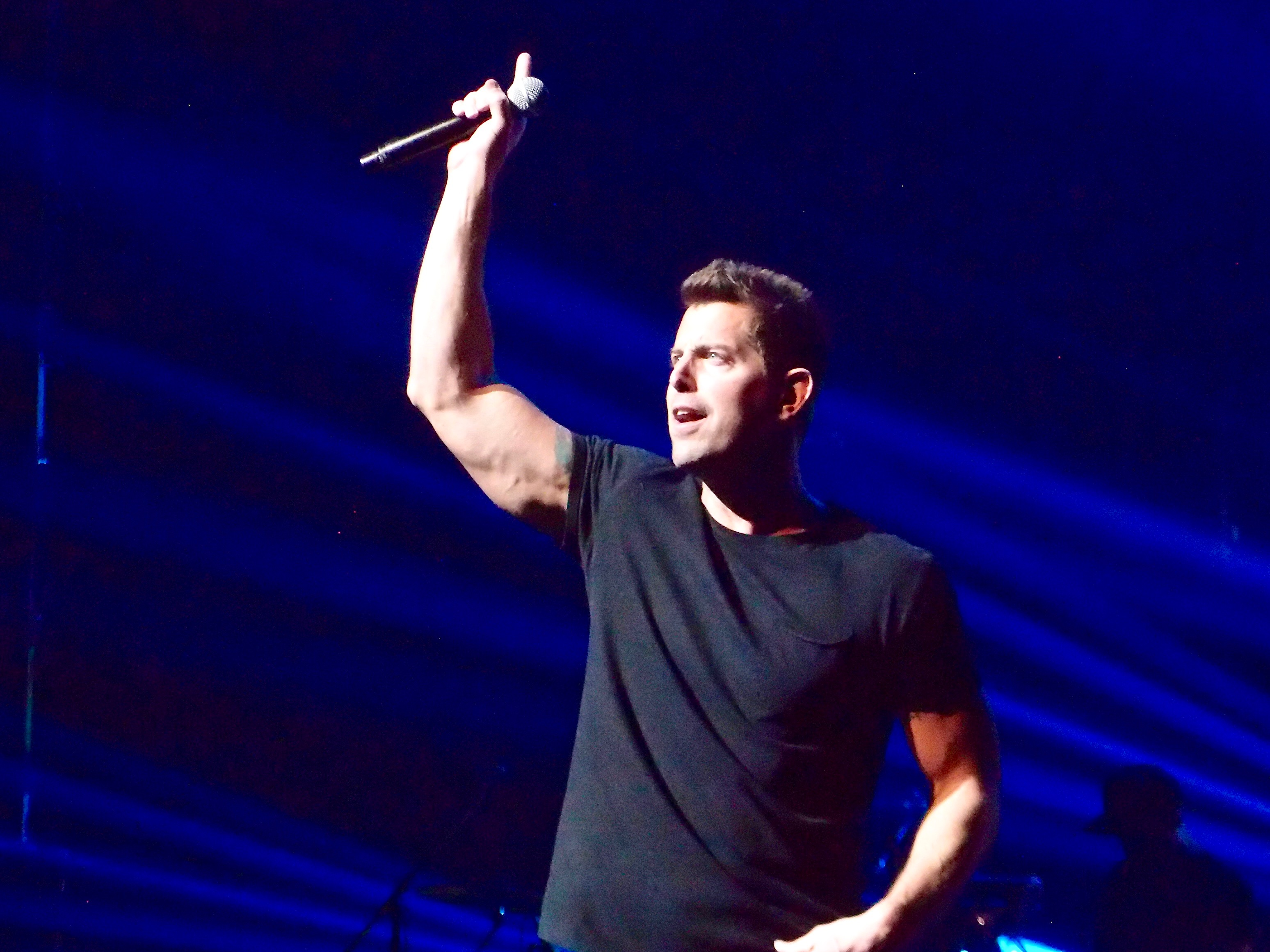
Jeremy Camp en el teatro Verizon, Grand Prairie, TX.

Camp conoció a una chica cristiana llamada Melissa Lynn Henning-Camp (nacida el 7 de octubre) de la que se enamoró, y  se casaron el 21 de octubre de 2000. Poco después de la boda, ella fue diagnosticada con cáncer de ovario, y Jeremy cuenta que ella alababa a Dios aún en medio de su enfermedad. Melissa murió el 5 de febrero de 2001, cuando él tenía 23 años y ella apenas 21
Algunas de sus primeras canciones reflejan la fe que ellos tuvieron en Dios, a pesar de la terrible experiencia de su enfermedad. "I Still Believe" fue la primera canción que escribió después de su muerte. "Walk By Faith" fue escrita durante su luna de miel.
En diciembre de 2003, Jeremy se volvió a casar con Adrienne Liesching, antigua vocalista de la banda "The Benjamin Gate". La pareja tuvo dos hijas y un hijo: Isabella 'Bella' Rose Camp  (nacida el 25 de septiembre de 2004), Arianne 'Arie' Mae Camp (nacida el 5 de abril en 2006),  y Egan Thomas Camp (nacido el 17 de agosto de 2011). En 2009 Jeremy Camp y Adrienne habían anunciado que estaban esperando otro bebé, pero a los tres meses de embarazo, Adrienne perdió al bebé. Camp es también un ministro.
En 2013, participó en un film cristiano llamado "Hope for hurting hearts", donde se documentan las experiencias espirituales de Camp, Nick Vujicic, y el pastor Greg Laurie. El film es narrado por James Dobson.
El 1 de marzo de 2019,Camp anunció en sus redes sociales que su vida llegaría a la pantalla grande, mediante un film que mostraría su época universitaria, presentando tanto sus inicios en la música, así como la historia de amor entre él y su primera esposa, Melissa. 
El filme fue producido bajo la compañía Lionsgate, en conjunto con Kevin Downes y los Hermanos Erwin, quienes produjeron el gran éxito de taquilla de 2020, I Still Believe, el cual recaudó más de 10 millones de dólares solo en su semana de estreno.
El filme contó con las actuaciones de:
K. J. Apa, como Jeremy Camp. 
Britt Robertson, como Melissa Henning-Camp.
Shania Twain, como Terry Camp. 
Gary Sinise, como Thomas Camp, Melissa Roxburgh como Heather Henning y Abigail Cohen como Adrienne Camp.

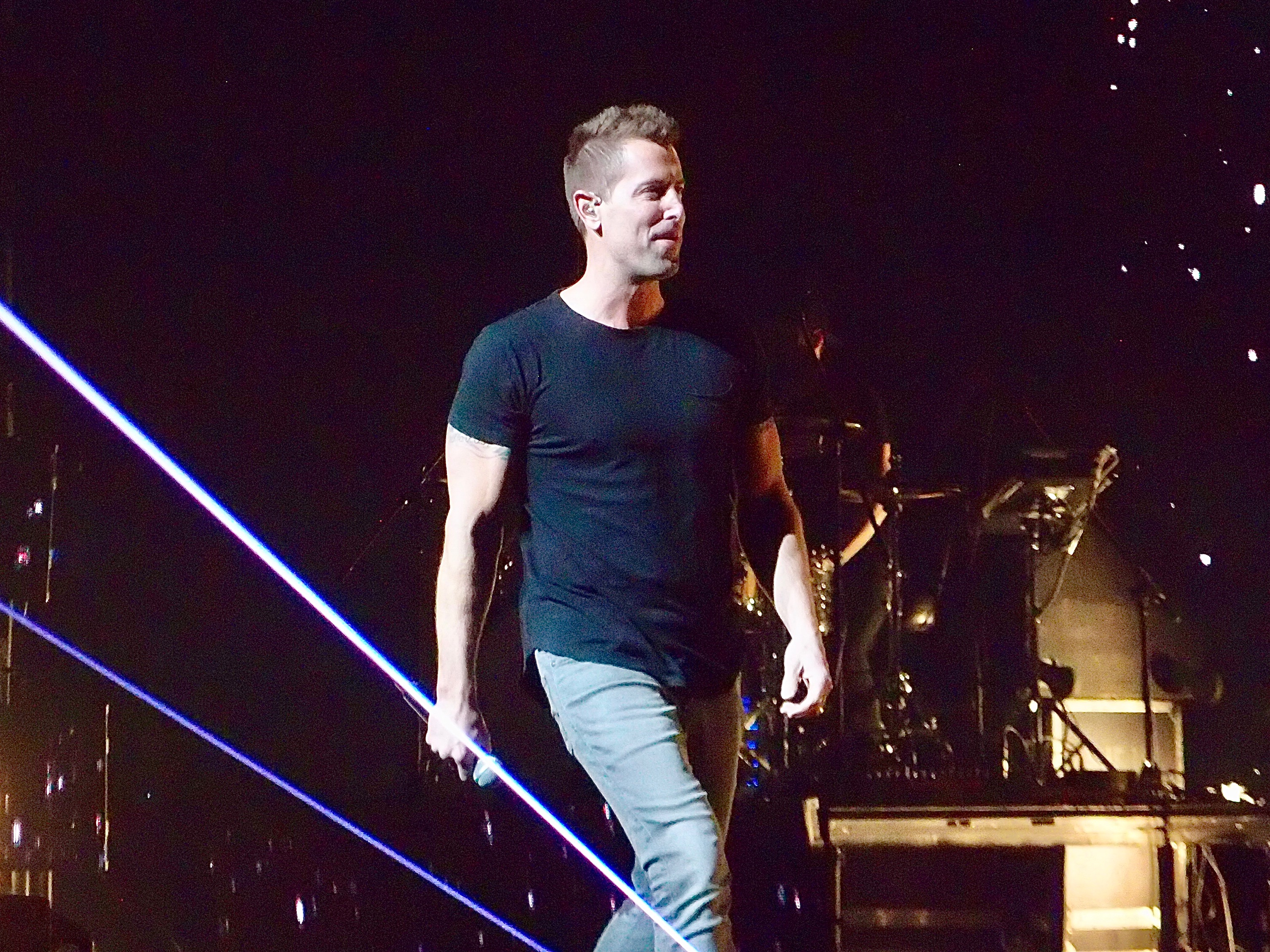
Jeremy Camp en concierto en vivo en Texas (2019).

El film se estrenó en 2020.

## Discografía
- 2000: Burden Me
- 2002: Stay (2002)
- 2004: Carried Me: The Worship Project  /  Restored
- 2006: Live Unplugged
- 2006: Beyond Measure
- 2008: Speaking Louder Than Before
- 2010: We Cry Out: The Worship Project
- 2012: Christmas: God With Us
- 2013: Reckless
- 2015: I Will Follow
- 2017: The Answer
- 2019: The Story's Not Over
- 2020: The Worship Project
- 2021: When You Speak
- 2024: Deeper Waters

## Premios y nominaciones

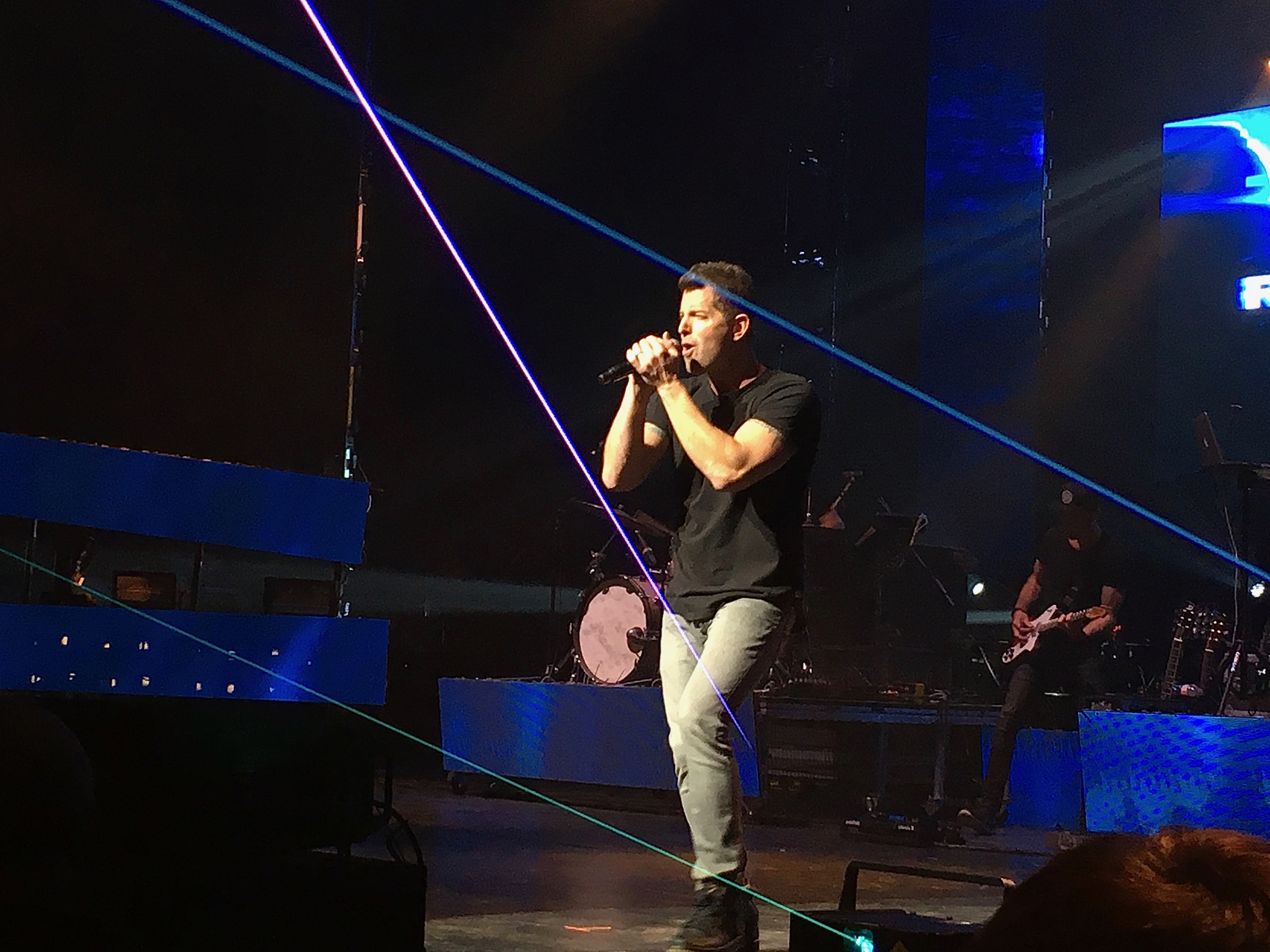
Jeremy Camp cantando en vivo en Texas (2019).

### Premios GMA Dove
| Año  | Premios                                                                                  | Resultados |
| ---- | ---------------------------------------------------------------------------------------- | ---------- |
| 2004 | Nuevo artista del año                                                                    | Ganó       |
| 2004 | Vocalista masculino del año                                                              | Ganó       |
| 2004 | Canción grabada pop / contemporánea del año ("I Still Believe")                          | Nominado   |
| 2005 | Vocalista masculino del año                                                              | Ganó       |
| 2005 | Canción del año grabada por rock ("Stay")                                                | Ganó       |
| 2006 | Artista del año                                                                          | Nominado   |
| 2006 | Vocalista masculino del año                                                              | Nominado   |
| 2006 | Álbum pop / contemporáneo del año (Restored)                                             | Nominado   |
| 2006 | Canción rock grabada del año ("Lay Down My Pride")                                       | Nominado   |
| 2007 | Vocalista masculino del año                                                              | Nominado   |
| 2007 | Empaquetado de música grabada del año (Beyond Measure)                                   | Ganó       |
| 2007 | Video musical de formato largo del año (Live Unplugged)                                  | Nominado   |
| 2008 | Canción del año ("Give You Glory")                                                       | Nominado   |
| 2008 | Canción inspiradora grabada del año ("Give Me Jesus")                                    | Nominado   |
| 2009 | Vocalista masculino del año                                                              | Nominado   |
| 2010 | Vocalista masculino del año                                                              | Nominado   |
| 2010 | Álbum pop / contemporáneo del año (Speaking Louder Than Before)                          | Nominado   |
| 2011 | Álbum de alabanza y adoración del año (We Cry Out: The Worship Project)                  | Nominado   |
| 2011 | Empaquetado de música grabada del año (We Cry Out: The Worship Project - Deluxe Edition) | Nominado   |
| 2012 | Álbum de eventos especiales del año (Music Inspired by The Story - Various Artists)      | Ganó       |
| 2020 | Canción del año ("Dead Man Walking")                                                     | Nominado   |
| 2020 | Canción grabada pop / contemporánea del año ("Dead Man Walking")                         | Nominado   |
| 2020 | Álbum pop / contemporáneo del año (The Story's Not Over)                                 | Nominado   |

### Otro
| Año  | Premios                                                                      | Resultados |
| ---- | ---------------------------------------------------------------------------- | ---------- |
| 2005 | Premio ASCAP al compositor del año                                           | Ganó       |
| 2006 | Premio ASCAP al compositor del año                                           | Ganó       |
| 2006 | Canción del año ASCAP ("Take You Back")                                      | Ganó       |
| 2007 | Premio de música estadounidense al artista inspirador contemporáneo favorito | Nominado   |
| 2008 | Premio Primer Embajador Familiar                                             | Ganó       |
| 2008 | Premio ASCAP al compositor del año                                           | Ganó       |
| 2009 | Premio de música estadounidense al artista inspirador contemporáneo favorito | Nominado   |
| 2010 | Premio ASCAP al compositor del año                                           | Ganó       |
| 2010 | Premio Grammy al Mejor Álbum Pop / Gospel Contemporáneo                      | Nominado   |
| 2012 | Premio de música estadounidense al artista inspirador contemporáneo favorito | Nominado   |